# Lawrence Weingarten
Lawrence Weingarten (n. 30 decembrie 1897 – d. 5 februarie 1975) a fost un producător american de filme pentru Metro-Goldwyn-Mayer.

## Biografie
Weingarten s-a născut într-o familie evreiască în Chicago, Illinois. A primit Premiul Memorial Irving G. Thalberg în anul 1974. Weingarten a murit de leucemie în 1975, la vârsta de 77 de ani.

## Filmografie ca producător
- Melodiile Broadwayului (1929)
- Sidewalks of New York (1931)
- Sadie McKee (1934)
- The Bishop Misbehaves (1935)
- Rendezvous (1935)
- Libeled Lady (1936) (nominalizare la Oscar)
- O zi la curse (1937)
- I Take This Woman (1940)
- I Love You Again (1940)
- Coasta lui Adam (1949)
- Invitation (1952)
- Pat și Mike (1952)
- The Actress (1953)
- Rapsodie (1954)
- The Tender Trap (1955)
- I'll Cry Tomorrow (1955)
- Don't Go Near the Water (1957)
- Pisica pe acoperișul fierbinte (1958) (nominalizări la Oscar și BAFTA)
- The Honeymoon Machine (1961)
- Perioadă de acomodare (1962)